# كارل فريدريك زولنر
كارل فريدريك زولنر (بالألمانية: Carl Friedrich Zöllner)‏ هو موزع وملحن ألماني، ولد في 17 مارس 1800 في Mittelhausen ‏ في ألمانيا، وتوفي في 25 سبتمبر 1860 في لايبزيغ في ألمانيا.

## وصلات خارجية
- كارل فريدريك زولنر على موقع IMDb (الإنجليزية)
- كارل فريدريك زولنر على موقع ميوزك برينز (الإنجليزية)
- كارل فريدريك زولنر على موقع ديسكوغز (الإنجليزية)